# Sleiman
Sleiman Nejim (født 1982 i Libanon) er en dansk rapper og tidligere bandemedlem fra den københavnske bande Bloodz. Han er opvokset i bydelen Hundige på Vestegnen. Som bandemedlem har han fået flere fængseldomme og blev i 2007 skudt under en bandekonflikt.[kilde mangler]

## Diskografi

### EP'er
- "Bomaye" (2016)

### Singler
- "Bomaye" (featuring Livid og Mellemfingamuzik) (2016)
- "Fundament" (featuring Gilli og Young) (2016)
- "For Evigt Ung" (2016)
- "Don Diego" (2017)
- "Camouflage" (featuring Carmon og Fouli) (2017)
- "Sicario"(2019)
- "Laila" (2017)
- "Dunya" (featuring Q) (2018)